# Talat Gasimov
Pour les articles homonymes, voir Gasimov.
 (novembre 2021).
Talat Gasimov (en azéri :Tələt Məmmədağa oğlu Qasımov, né le 21 juin 1933 à Bakou et mort le 28 juillet 2013 à Bakou) est un chanteur azéri.

## Biographie
Dès son enfance, il s'intéresse à la musique. Il étudie le mugam avec Zulfu Adiguezalov et Hadjibaba Huseynov. Il commence sa carrière de chanteur en tant qu’interprète de chants religieux, plus tard  comme khanende. En 1954-1993, il est soliste de l'association Azkontsert. À partir de 1994, il travaille au Théâtre Philharmonique d'État d'Azerbaïdjan du nom de M.Magomayev. Il interprète des mugams et tesnifs avec une habileté particulière. Les dastgahs Rast, Shur et Zabul-Segah sont inclus dans son répertoire. En 1975 et 1987, des disques de la société Melodiya sortent avec les chansons de Talat Gasimov.
Il connaît un grand succès en tournée en Turquie, Iran, Allemagne, Russie, Egypte, Algérie, Tunisie et Maroc.

## Récompenses
- Artiste émérite d'Azerbaïdjan (1998)
- Retraite de la part du Président (2002)
- Artiste du peuple de l'Azerbaïdjan (2006)[3]